# مبشر الطرازي
مبشر بن محمد خان الطرازي عالم إسلامي من تركستان الغربية.

## اسمه ولقبه وولادته
مبشر الطرازي الحسيني، ولد في (27 من رجب 1314هـ، الموافق 20 من ديسمبر سنة 1886م) توفى فى عام 1977. وهو من أسرة ذات نسب معروف بمدينة طراز في بلاد تركستان الغربية حالياً كازاخستان.
هو ابن  محمد بن  محمد غازي الحسيني، الذي يرجع نسبه إلى العرب الفاتحين الأوائل الذين فتحوا بلاد تركستان وبخارى، وأقاموا بها لنشر الدعوة الإسلامية فيها. وكان مبشر الطرازي مرجع المسلمين في الفقه والتفسير والحديث، وعلمًا من أعلام العلوم العربية في تلك البلاد التي لها تاريخ مشرف في خدمة الإسلام.
وأما والدته فهي حفيدة  بزرك خان، آخر أمراء الدولة الإسلامية في تركستان الشرقية (الواقعة تحت سيطرة الصين)، وقد تنازل عن عرشها لقائد جيشه الأمير يعقوب خان، وهاجر إلى بلاد الحجاز، واشتغل بعبادة الله، حتى توفي بالمدينة المنورة، ودفن في البقيع.

## تعليمه ودراسته العليا
أتم الطرازي تعليمه الابتدائي بمدينة طراز تحت رعاية والده، وعلى يد أساتذة متخصصين، ثم انتقل إلى مدينة طشقند لإتمام تعليمه الثانوي والعالي، وتخرج من جامعة أبي القاسم، ثم سافر إلى بخارى، حيث أتم سنة 1917م دراساته العليا، وتخصص في علوم التفسير والفقه والأدب العربي، كما نال إجازة التخصص في الحديث النبوي عن أستاذه الشيخ محمد العسلي الشامي، رئيس بعثة التبليغ الإسلامي من طرف السلطان عبد الحميد في الشرق الأقصى، وقد عزز أستاذه الشامي، السند الذي أجازه له بقصيدة قال في مطلعها:
أُهدي ومن خير الذي أهديته سند البشير المصطفى لمبشر

## عودته إلى بلدته وكفاحه
عاد الطرازي إلى بلدته (طراز) ليبدأ جهاده ضد الاحتلال الروسي الشيوعي مدة اثني عشر عامًا كأحد العلماء والزعماء في بلاد تركستان، وذلك بتشكيل اتحاد الطلبة التركستانيين سنة 1917م، تأييدًا للحركة الوطنية الإسلامية العامة في تركستان، وإعلان استقلال البلاد في سنة 1917م في مدينة (خوقند) عاصمة فرغانة، مع بذل أقصى الجهاد للحفاظ على وحدة الشعب التركستاني في تلك الآونة الخطيرة لتاريخ البلاد.
وقد جاهد الطرازي لمحاربة الإلحاد بالكتابة والخطب، ولا سيما بالرد على ما نشره نعمت الحكيم في كتابه باللغة التركستانية بعنوان: «هل محمد رسول من قبل الله؟» بحيث ينكر نعمت حكيم بذلك الوحي والنبوة، ويتدرج إلى إنكار الخالق فقام الطرازي بتأليف كتاب باللغة التركستانية سماه: (القرآن والنبوة)، ردًّا على ذلك، وأخذ يلقيه فصلاً بعد فصل في خطب أيام الجمعة، حتى صدر الأمر من موسكو بالقبض عليه ومصادرة مؤلفاته التركية والفارسية والعربية، وألقي القبض عليه، ودخل السجن الشيوعي مدة من الزمن.

## توليه مناصب عالية
كان الطرازي يواصل الكتابة في المجلات الإسلامية التي كانت تصدر في (طشقند وسمرقند) أمثال مجلة (الإصلاح)، ومجلة (آيينه)، والقيام بمهمة الإمامة والخطابة، ورئاسة تحرير مجلة (إيضاح المرام) لسان حال جمعية علماء تركستان، كما تولى القضاء الشرعي سنة 1923م، ورئاسة إدارة الشؤون الدينية بمدينة طراز سنة 1934م، إلا إنه اضطر للاستقالة منهما لتدخل الروس في شؤون الشريعة الإسلامية، وإصرارهم على إغلاق المدارس الابتدائية التي فتحها الطرازي للتعليم الديني في مواجهة حركة الإلحاد التي وصلت ذروتها بتشجيع من الحكومة الروسية.
ثم انتخب الطرازي من طرف الشعب التركستاني ممثلاً لبلاده تركستان في المؤتمر التشريعي لشعوب آسيا، الذي كان مقررًا إقامته في موسكو بحضور جميع ممثلي الشعوب غير الروسية لتقرير مصيرها، في عهد الحكومة المؤقتة برئاسة كرينسكي، إلا أن رجاحة كفة حزب البلشفيك الشيوعي، برئاسة لينين، على حزب المنشفيك الديمقراطي، الذي كان يرأسه كرينسكي، غيرت الأحوال السياسية، وأدت إلى عدم انعقاد المؤتمر المذكور.
بل احتل الروس الشيوعيون بقوة السلاح الإمارات الإسلامية الثلاث في تركستان (إمارة خوقند، وإمارة خيوة، وإمارة بخارى) من سنة 1918م إلى 1921م، وجزَّؤوها إلى خمس جمهوريات (أوزبكستان، وكازاخستان، قرغيرستان، وطاجيكستان، وتركمانستان)، ثم ضموها إلى اتحاد الجمهوريات الاشتراكية السوفيتية في سنة 1923م، وسميت بجمهوريات آسيا الوسطى السوفيتية بدلاً من تركستان، حيث تم إلغاء هذا الاسم في سنة 1924م بقانون روسي.

## كفاح الشعب التركستاني
إلا أن الشعب التركستاني الباسل لم يسكت، ولم يستسلم لهذا الاعتداء الغادر الظالم، فقامت حركات المقاومة الشعبية في أرجاء البلاد معتمدةً على إيمان الشعب المسلم بحقه في الاستقلال وعلى قوته الذاتية.
وكان على الطرازي أن يؤدي واجبه بصفته عالمًا دينيًا وزعيمًا سياسيًا في توجيه الشعب المجاهد بصفة عامة، وكرئيس لجمعية تحرير تركستان في بلدة طراز بعد أن تم تعيينه سنة 1926م، بصفة خاصة، إلا أن هذه المقاومة فشلت بعد أن استمرت مدة خمسة عشر عامًا، ضحت فيها تركستان بأرواح خمسة ملايين شهيد في ميدان الجهاد، وخمسة ملايين تم نفيهم إلى معتقلات سيبيريا، ونحو ثلاثة ملايين تركوا ديارهم مهاجرين في سبيل الله إلى مختلف دول العالم.
ثانيًا: هجرة الطرازي إلى أفغانستان وخدماته للإسلام:
كان لابد للطرازي أن يهجر بلاده تركستان إلى بلد إسلامي آخر، حفاظًا على دينه وحياته ومبادئه الإسلامية، بعد أن ظل يجاهد باللسان والقلم لسنوات طويلة حتى أحاط به الخطر من كل جانب فأجبرته الظروف على الهجرة.
فهاجر الطرازي إلى أفغانستان في ذي القعدة سنة 1438هـ (أبريل سنة 1930م) بعد أن تم حبسه ثلاث مرات، ونفيه مرة في تركستان من طرف الحكام الروسي، ثم الاقتراح بإعدامه متهمًا من قبل الحكومة الشيوعية بأنه عالم ديني، وزعيم وطني، وعدو للثورة الشيوعية.
ولما وصل الطرازي إلى العاصمة الأفغانية رحب بقدومه رئيس الوزراء الذي قدمه إلى الملك نادر شاه حيث تناول الغذاء على المائدة الملكية، وقد تفضل الملك بمنحه الجنسية بصفة استثنائية تكريمًا له.

## تعيينه في الديوان الملكي
ثم عينه الملك محمد نادر شاه مديرًا عامًا لقسم التأليف والترجمة ومشرفًا على الشؤون الإسلامية بالديوان الملكي، وكان من مهمته الاتصال بالعالم الإسلامي، وكان العلامة الطرازي همزة وصل بين القصر الملكي وبين من يزور أفغانستان من الزعماء والعلماء العرب المسلمين، فقد قام بتقديم كثيرين منهم إلى الملك محمد نادر شاه.

## كتابة المقالات وتأليف الكتب
كان الطرازي دائم الكتابة في الجرائد الأفغانية أمثال (جريدة إصلاح، وجريدة أنيس، ومجلة كابل) في مواضيع شتى، حتى إنه كان أكثر تأليفًا وأثرًا بين الذين أفادوا المجتمع الأفغاني بتآليفاهم وآثارهم في عهد الملك محمد نادر شاه خلال أربع سنوات- وذلك حسب الإحصائية التي نشرها المجمع الأدبي- ونال الطرازي جائزة الصحافة، هذا بالإضافة إلى تأليف العديد من الكتب الإسلامية.
كما نشرت للطرازي مقالات كثيرة في الشؤون الإسلامية في الصحف والمجلات العربية منذ سنة 1352 هـ، مثل (مجلة الأزهر، وجريدة الشعب، ومجلة منبر الإسلام) في مصر، و (مجلة الرابطة الإسلامية، وجريدة الشورى) في دمشق، و (جريدة صوت الحجاز) في السعودية.
وهكذا كان الطرازي يخدم العلم والإسلام من خلال مقالاته في تلك البلاد العربية.

## إقامته في مصر
قرر الطرازي الإقامة في مصر منذ سنة 1949م، ورحبت به الحكومة المصرية في عهد الملك فاروق وعينت له راتبًا شهريًا.
وأدخل الطرازي أولاده في الأزهر لدراسة العلوم الإسلامية، وانشغل بكتابة المقالات، وتأليف الكتب الإسلامية، وذلك مشاركة منه في خدمة المجتمع الإسلامي.

## اتصالاته مع مشيخة الأزهر
وأما اتصالات الطرازي ومشاوراته مع مشيخة الأزهر ودار الإفتاء في مصر، فكانت مستمرة، وقد نشرت آراؤه في الصحف المصرية منذ أن وصل، وقد اهتم بالجامع الأزهر وشؤونه اهتمامًا خاصًا بمقابلة مشايخه، والتشاور معهم في القضايا الإسلامية.

## موقفه من قضايا مصر
إن حب الطرازي وعلاقته بمصر وشعبها أمر ثابت، إذ إن لمصر مفاخر تمتاز بها، لا سيما حروبها ضد الصليبيين والمغول والاستعمار الغربي، وانتصار مصر عليهم جميعًا، وقد أيد الطرازي مصر في كل قضاياها العادلة في مقالاته التي كتبها في الفترة التي عاشها في القاهرة من سنة 1950 حتى وفاته سنة 1977م.

## مبدأ الطرازي في الكفاح ضد الاستعمار
إن مبدأ الطرازي في الكفاح ضد الاستعمار يتلخص في أن قضايا الشعوب العربية والإسلامية قضية واحدة، وإن العمل في تأييد هذه القضايا، وتحرير الشعوب الإسلامية الواقعة تحت نير الاستعمار فريضة على كل مسلم، وقد أبدى الطرازي هذا المبدأ في مقالاته التي كتبها ونشرها في الصحف في أفغانستان، والهند، وباكستان، واليابان، وفي صحف البلاد العربية وخاصة الصحف المصرية.

## اهتمامه بشؤون المسلمين وعلاقاته بزعماء الإسلام
يعتقد الطرازي أن النصيحة من الدين، ولذلك نجده ينتهز الفرص في شتى المناسبات ليؤدي واجبه في تقديم اقتراحات إلى كثير من ملوك ورؤساء الدول العربية والإسلامية والمسؤولين عن الشؤون الدينية بكل صراحة وإخلاص، وذلك لخير الإسلام والمسلمين، ويتلقى منهم خطابات الشكر والتقدير.
وعلى سبيل المثال، كان الطرازي يلفت أنظار بعض المسؤولين في العالم الإسلامي لخطر انتشار الشيوعية في البلاد التي تعاني من مشاكل اقتصادية واجتماعية، وذلك بدعايات كاذبة من جانب الشيوعيين وأذنابهم، وبحجة مد يد المساعدة للدول النامية، لتجد الشيوعية طريقها في الانتشار بين شعوب تلك البلاد.

## دعوته إلى اتحاد العالم الإسلامي
كان العلامة الطرازي من العلماء الداعين إلى اتحاد العالم الإسلامي في كل وقت، فقد أمر الله عباده المسلمين بالاتحاد والتعاون والتعاطف فيما بينهم؛ لأن في الاتحاد قوة وعزة وهيبة لهم أمام أعداء الإسلام، وبين الله لنا أهمية الاتحاد في آيات كثيرة، فمنها قوله تعالى: (إِنَّ هَذِهِ أُمَّتُكُمْ أُمَّةً وَاحِدَةً وَأَنَا رَبُّكُمْ فَاعْبُدُونِ)، وقوله: (وَاعْتَصِمُوا بِحَبْلِ اللَّهِ جَمِيعًا وَلا تَفَرَّقُوا)، وقوله: (وَلا تَنَازَعُوا فَتَفْشَلُوا وَتَذْهَبَ رِيحُكُمْ)، وقوله: (إِنَّمَا الْمُؤْمِنُونَ إِخْوَةٌ فَأَصْلِحُوا بَيْنَ أَخَوَيْكُمْ وَاتَّقُوا اللَّهَ) ويقول الرسول صلى الله عليه وسلم: «المؤمن للمؤمن كالبنيان يشد بعضه بعضًا».
ولذلك قام الطرازي في جميع مؤلفاته بالدعوة إلى اتحاد العالم الإسلامي، ووضح سبب انحطاط المسلمين في العصور الأخيرة، وهو البعد عن التمسك بالدين!
وعندما تأسست رابطة العالم الإسلامي بمكة المكرمة، اتصل الطرازي بأمينها العام الشيخ محمد سرور الصبان وكتب له رسالة بيَّن فيها رأيه وتأييده لها، وكتب عددًا من المقالات في مجملها داعيًا العالم الإسلامي إلى التآخي والترابط والاتحاد، وكان الشيخ الطرازي والشيخ الصبان صديقين يتبادلان الزيارة في القاهرة ومكة المكرمة، ويتباحثان في بعض القضايا الإسلامية، وكانت الرابطة تقدر أفكار الطرازي، وتقبل مقترحاته، وقامت بنشر كتابه «الإسلام ـ الدين الفطري الأبدي» في جزأين على نفقتها سنة 1972م، وعندما علمت الرابطة بوفاة الطرازي عام 1977م نعته بمقال كتبه الكاتب الإسلامي المعروف، الأستاذ أنور الجندي، تحت عنوان: «العلامة الطرازي في وديعة الله».
وهكذا كان العلامة الطرازي يدعو دائمًا إلى اتحاد العالم الإسلامي، في كتبه ومقالاته ومحاضراته، وفي رسائله إلى الحكام والزعماء والعلماء لخير الإسلام.

## خامسًا: علاقات الطرازي بالمملكة العربية السعودية

### زياراته الرسمية للمملكة
سافر الشيخ «مبشر الطرازي» إلى المملكة العربية السعودية في عام 1350هـ (1930م) بتلكيف من الملك محمد نادر شاه للتشاور مع الحكومة السعودية بشأن عقد معاهدة الصداقة بين أفغانستان والمملكة العربية السعودية، وأدى فريضة الحج لأول مرة، وكان ضيفًا على الحكومة السعودية، وقابل الملك عبد العزيز آل سعود، الذي أكرمه وأهداه الملابس العربية السعودية مع ساعة نفيسة، لا تزال أسرة الطرازي تحتفظ بها كذكرى.
وفي عام 1351هـ (1931م) سافر الطرازي إلى المملكة العربية السعودية مع الوفد الأفغاني الذي بعثه الملك محمد نادر شاه لعقد معاهدة الصداقة بين أفغانستان والمملكة، وكان الأمير أحمد، وزير البلاط الملكي، رئيسًا للوفد، وكان الطرازي نائبًا له، وتمت معاهدة الصداقة لخير البلدين، وأدى الوفد فريضة الحج في ضيافة الحكومة السعودية.

### زياراته للحج والعمرة
في عام 1378هـ (1958م) سافر الطرازي من القاهرة إلى السعودية بقصد الحج مع نجله نصر الله الطرازي- زوج ابنة آخر ملوك بخارى- وقابلا الملك سعود بن عبد العزيز الذي أكرمهما بالهدايا.
وفي عام 1387هـ قرر الطرازي أن يعتكف في المسجد النبوي في شهر رمضان، فسافر من القاهرة إلى السعودية، وفي المدينة المنورة نوى أن يؤلف كتابًا في السيرة النبوية، وفور عودته إلى القاهرة بدأ في التأليف، وطبعه، ووزعه مجانًا، اعتقادًا منه أن قراءة السيرة النبوية، والاطلاع عليها، والاقتداء بها، والتمسك بالكتاب والسنة خير علاج لمصائب المسلمين.
وفي أواخر عام 1388هـ (1968م) سافر الطرازي مرة أخرى إلى الأراضي المقدسة بدعوة من رابطة العالم الإسلامي، وكان ضيفًا على الحكومة السعودية، وقابل الملك فيصل بن عبد العزيز- الذي رحب به وأكرمه بالهدايا الملكية، وكان يقدره كثيرًا لكونه من كبار علماء الإسلام، وقد أدى الطرازي العمرة، واعتكف بالمسجد النبوي، ثم حج للمرة الرابعة، وعاد إلى القاهرة.

### السعودية في مؤلفات الطرازي
تحدث الشيخ «مبشر الطرازي» في كتبه ومقالاته عن المملكة العربية السعودية وبانيها الملك عبد العزيز آل سعود منذ لقائه الأول معه في سنة 1350هـ، وقد أشاد بجهوده وجهود أفراد أسرته المالكة في خدمة الإسلام ولخير المسلمين، وصرح بما لهذه البلاد المقدسة من مساعٍ حميدة في توجيه المسيرة الإسلامية، ولما لها من مكانة حبيبة في قلوب المسلمين، وقد وصف الحرمين الشريفين بأشعار رائعة، ونظم قصائد جميلة في مدح الرسول صلى الله عليه وسلم.

## الطرازي باللغات الثلاث
مؤلفات الطرازي التي بلغ عددها نحو خمسين كتابًا ورسالة في الموضوعات الإسلامية المختلفة التي ألفها باللغات الإسلامية الثلاث (التركية، والفارسية، والعربية) مليئة بأفكار يهم الإنسان المسلم الذي يعيش في هذا العصر المهدد بالإباحية والدهرية، وكوارث الفتن والحروب التي يشعلها الأعداء ضد الإسلام والمسلمين.
كما كتب الطرازي الكثير من المقالات مدة خمس وأربعين سنة في صحف ومجلات العالم الإسلامي بلغ عددها ستًا وأربعين جريدة ومجلة.

## كتابات حول شخصية الطرازي
كتب كثير من العلماء والمفكرين وبعض الباحثين وأساتذة الجامعات حول شخصية الشيخ الطرازي وجهوده العلمية وخدماته الجليلة للإسلام، في مؤلفاتهم ومقالاتهم وقصائدهم وبحوثهم في العالم الإسلامي، في مصر والسعودية سوريا، وفي أفغانستان وباكستان وتركيا وإندونسيا، وكذلك في الهند واليابان وفي أوروبا. وهناك عدة رسائل للماجستير والدكتوراه مسجلة في بعض الجامعات المصرية حول شخصية الشيخ الطرازي، وجهاده، ومؤلفاته العلمية.